# Marty Jannetty
Frederick Marty Jannetty (né le 3 février 1960 à Columbus) est un catcheur (lutteur professionnel) américain.
Il est lutteur au lycée puis à l'université d'Auburn avant de devenir catcheur en 1983. Il devient célèbre en faisant équipe avec Shawn Michaels avec qui il forme l'équipe The Midnight Rockers / The Rockers d'abord à l'American Wrestling Association (AWA) où ils remportent à deux reprises le championnat du monde par équipes de l'AWA. Ils rejoignent ensuite la World Wrestling Federation.

## Jeunesse
Jannetty est un fan de catch notamment de Bob Armstrong puis de Tommy Rich. Il fait de la lutte au lycée dans l'espoir de participer un jour aux Jeux olympiques. Il fait aussi de la boxe et remporte des tournois Golden Gloves.
Après le lycée, il continue de faire de la lutte au sein de l'équipe de l''université d'Auburn. Cette université abandonne la lutte au profit du sport féminin et Jannetty part à l'université Troy où il fait partie de l'équipe de football américain.
Après l'université, il travaille pour North American Van Lines (en).

## Carrière de catcheur

### NWA Central States Wrestling (1983-1986)
Alors qu'il travaille dans un entrepôt pour North American Van Lines (en), Jannetty rencontre le catcheur Jerry Oates qui lui parle de son école de catch en Géorgie. Il s'y entraîne et fait ses débuts en 1983. Oates a des contacts avec le promoteur de la Central States Wrestling, un territoire de la National Wrestling Alliance (NWA) couvrant le Missouri, le Kansas et l'Iowa, et Jannetty y part.
Il y fait équipe avec Tommy Rogers et  se font surnommer les Uptown Boys. Ils remportent le 21 juin 1984 le championnat par équipes de la NWA Central States après leur victoire face aux Grapplers (Grappler et Grappler#2),. Ces derniers récupèrent ce titre le 26 juillet et les Uptown Boys sont à nouveau champion le 23 août,. Leur second règne prend fin le 11 octobre après leur défaite face à Gypsy Joe et Mr. Pogo (en). Deux jours plus tard, il devient champion Télévision de la NWA Central States en battant Buzz Tyler.

### American Wrestling Association (1986-1988)
En 1986, le duo quitte la NWA pour la  American Wrestling Association (AWA). À la  AWA, Jannetty et Michaels mettent au point de nombreuses prises en tandem. Ils remportent le titre AWA World Tag Team Championship.

### World Wrestling Federation (1988-1992)
Dès leur entrée à la WWF, ils se font appeler les The Rockers, Marty Jannetty et Shawn Michaels sont alors l'une des équipes les plus populaires de la WWF, ils font leurs débuts à la WWF le 18 juin 1988 et font face à des équipes comme Demolition, The Hart Foundation, et The Brain Busters durant 1989. Le 12 janvier 1992, il est trahi par Shawn Michaels en se prenant un Sweet Chin Music et passe à travers une vitre lors du Barber Shop Talk Show. Lors du Royal Rumble 1993, il perd face à Shawn Michaels pour le WWF Intercontinental Championship, ce dernier avait ayant remporté le titre en octobre 1992 contre British Bulldog. Il accepte le défi de Micheals lors du WWE Raw en mai 1993 et furieux Micheals obligea d'accepter comme Vince McMahon l'a dit et il gagne finalement le titre pour la première fois grâce à l'aide de Curt Henning qui venait distraire Michaels pendant le match. Il quitta la WWE dans les années 1990, avant de revenir au début des années 2000 pour refaire équipe avec Shawn Michaels.

### Apparitions épisodiques
Il a fait quelques apparitions dans le circuit indépendant, notamment à la American Wrestling Rampage en 2009.
Le 19 octobre 2009, il revient à RAW et perd contre The Miz qui l'avait précédemment insulté.

### Chikara
Lors de King of Trios Nuit 3, 1-2-3 Kid et lui remportent un Tag Team Gauntlet Match.

## Palmarès
- American Wrestling Association 

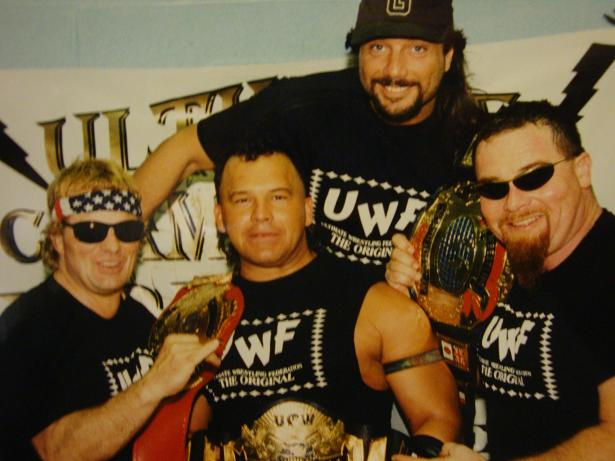
Bruce Hart, Marty Jannetty, Jim Neidhart, Chris Chavis en 1997.

  - 2 fois AWA World Tag Team Championship avec Shawn Michaels

- Central States Wrestling 
  - 2 fois NWA Central States Heavyweight Champion
  - 4 fois NWA Central States Tag Team Champion avec Tommy Rogers (2), Bob Brown (1), Shawn Michaels (1)
  - 1 fois NWA Central States Television Champion

- Continental Wrestling Association 
  - 2 fois AWA Southern Tag Team Champion avec Shawn Michaels

- Michigan Wrestling Alliance 
  - 1 fois MWA Heavyweight Champion

- Midwest Territorial Wrestling 
  - 1 fois MTW Heavyweight Champion

- New Breed Pro Wrestling 
  - 1 fois NBPW Heavyweight Champion

- Power Slam
  - PS 50 : 1995/19
  - Match de l'année en 1993, Shawn Michaels Vs Marty Jannetty (19 juillet)

- Southern Wrestling Alliance 
  - 1 fois SWA Television Champion

- United Wrestling Council 
  - 1 fois UWC Tag Team Champion avec Purple Hooter

- World Wide Wrestling Alliance 
  - 1 fois WWWA Intercontinental Champion

- World Wrestling Federation
  - 1 fois WWF Intercontinental Champion
  - 2 fois WWF World Tag Team Champion avec the 1-2-3 Kid et Shawn Michaels

- Pro Wrestling Illustrated
  - PWI ranked him # 13 of the 500 best singles wrestlers the PWI 500 en 1993.
  - PWI Match of the Year award en 1993 vs. Shawn Michaels à Raw, 17 mai

- Wrestling Observer Newsletter awards 
  - Tag Team of the Year award en 1989 avec Shawn Michaels